# Susan Ashton
Susan Ashton, pseudonimo di Susan Rae Hill (Nashville, 17 luglio 1967), è una cantante statunitense.

## Biografia
Negli anni 90 Susan Ashton è salita alla ribalta come cantante di musica cristiana e country, raggiungendo popolarità anche nelle classifiche musicali stilate da Billboard: nella Billboard 200 il quinto album A Distant Call ha raggiunto la 10ª posizione, mentre il sesto Closer si è fermato alla 36ª; nella Top Christian Albums ha accumulato quattro dischi top ten e nella Hot Country Songs ha avuto tre ingressi.

## Discografia

### Album in studio
- 1991 – Wakened by the Wind
- 1992 – Angels of Mercy
- 1993 – Susan Ashton
- 1994 – Walk On
- 1994 – Along the Road (con Margaret Becker e Christine Denté)
- 1996 – A Distant Call
- 1999 – Everything's Beautiful Now
- 2005 – Lost in Wonder: Voices of Worship (con Michelle Tumes e Christine Denté)

### Raccolte
- 1995 – So Far... The Best of Susan Ashton Volume 1

### EP
- 2013 – Thief

### Singoli

#### Come artista ospite
- 1991 – Down on My Knees
- 1991 – In Amazing Grace Land
- 1992 – Ball and Chain
- 1992 – Here in My Heart
- 1992 – Grand Canyon
- 1993 – Hunger and Thirst
- 1993 – Walk on By
- 1993 – Waiting for Your Love to Come Down
- 1994 – Remember Not
- 1995 – Stand
- 1996 – You Move Me
- 1999 – Faith of the Heart
- 1999 – You're Lucky I Love You
- 1999 – Closer
- 2003 – She Is
- 2005 – I Will Never Be the Same (con Michelle Tumes e Christine Denté)
- 2013 – Love Is  Alive
- 2013 – Moonshine

- 1997 – The Gift (Jim Brickman feat. Collin Raye e Susan Ashton)